# Paray-Douaville
 Paray-Douaville  es una población y comuna francesa, en la región de Isla de Francia, departamento de Yvelines, en el distrito de Rambouillet y cantón de Saint-Arnoult-en-Yvelines.

## Demografía
| 174 | 193 | 216 | 201 | 223 | 218 | 231 | 251 | 259 | 280 | 262 | 247 | 254 | 303 | 319 | 313 | 296 | 294 | 275 | 267 | 215 | 233 | 237 | 217 | 171 | 163 | 130 | 161 | 140 | 146 | 131 | 162 |
| Para los censos de 1962 a 1999 la población legal corresponde a la población sin duplicidades (Fuente: INSEE [Consultar]) |     |     |     |     |     |     |     |     |     |     |     |     |     |     |     |     |     |     |     |     |     |     |     |     |     |     |     |     |     |     |     |